# Sorocephalus capitatus
Sorocephalus capitatus är en tvåhjärtbladig växtart som beskrevs av Rourke. Sorocephalus capitatus ingår i släktet Sorocephalus och familjen Proteaceae. Inga underarter finns listade i Catalogue of Life.